# 馬夫
马夫又名馬車夫，是指驾驶运送乘客的馬車的人。一輛馬車上有時會有馬夫和他的助手。马夫負責保持对马匹的完全控制，而他的助手，在馬夫駕馭馬車時幫助马夫处理马夫无法獨自處理的狀況。